# Kelud

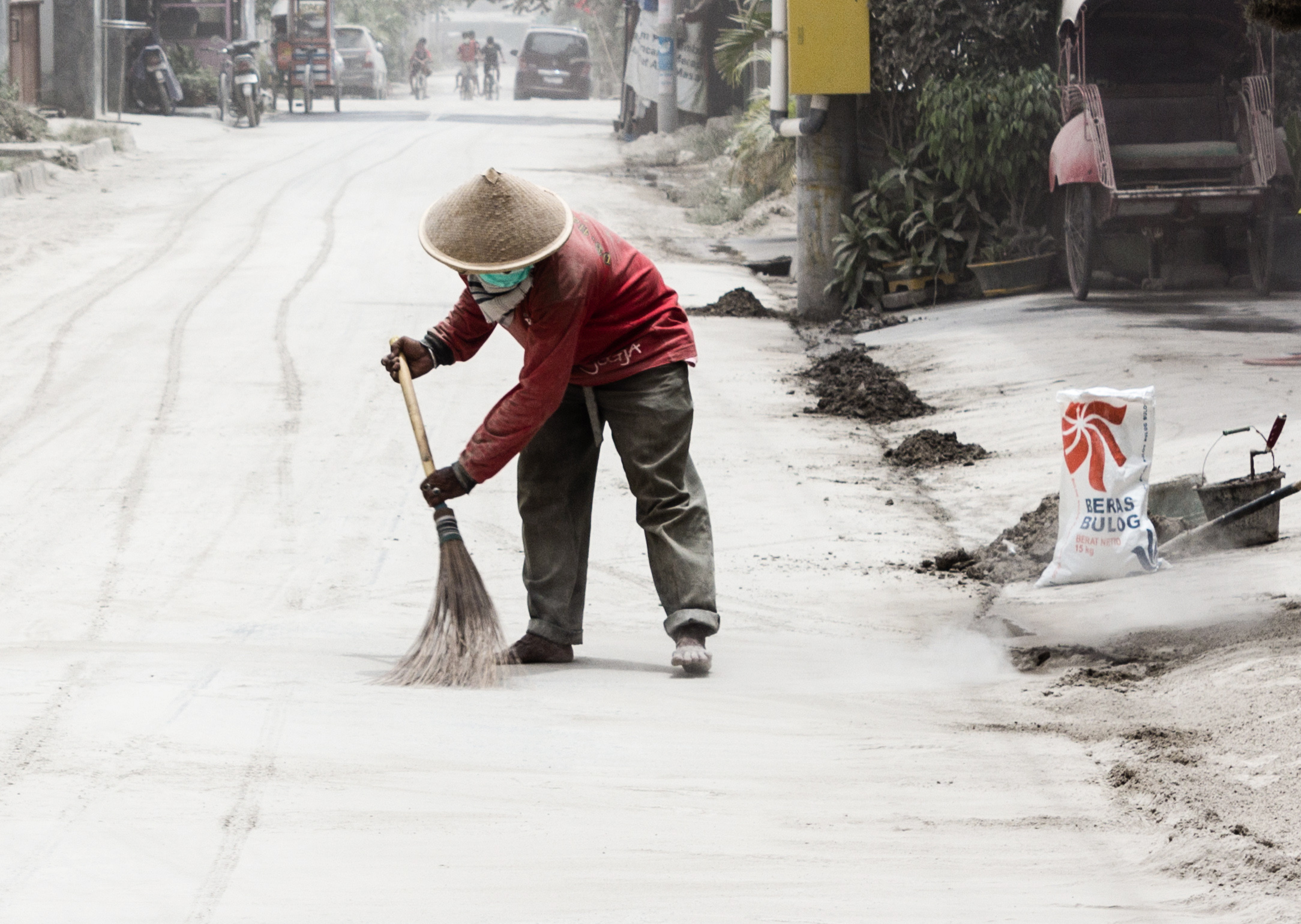
Uomo intento a scopare le ceneri dell'eruzione del Kelud

Il Kelud (Klut, Cloot, Kloet, Kloete, Keloed o Kelut) è un stratovulcano situato a Giava Orientale in Indonesia. 
Come molti vulcani indonesiani, e altri collocati sulla cintura di fuoco, il Kelud è conosciuto per le grandi eruzioni esplosive che hanno caratterizzato tutta la sua storia: si sono verificate più di 30 eventi dal 1000 (da segnalare quelle del 1586, 1901, 1951, 1966, 1990 e 2007). 
L'ultima eruzione è avvenuta il 13 febbraio 2014 e ha distrutto una cupola di lava del diametro di 400 metri formando un cratere profondo da 30 a 50 metri.